# Cypa claggi
Cypa claggi är en fjärilsart som beskrevs av Clark 1935. Cypa claggi ingår i släktet Cypa och familjen svärmare. Inga underarter finns listade i Catalogue of Life.